# Rhizogonium mnioides
Rhizogonium mnioides là một loài rêu trong họ Rhizogoniaceae. Loài này được (Hook.) Wilson mô tả khoa học đầu tiên năm 1854.